# Võ miếu

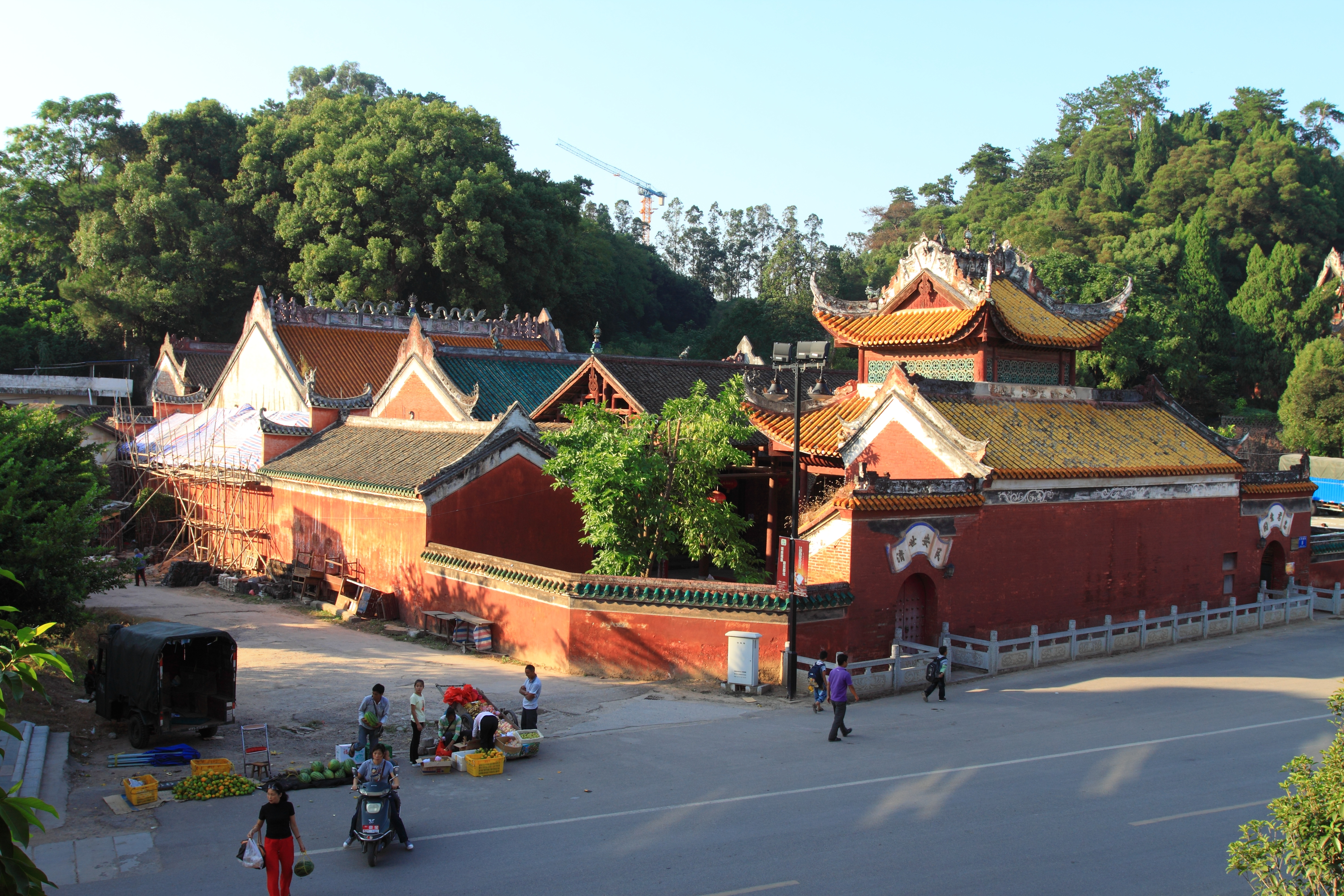
Võ miếu ở Cung Thành, Quế Lâm, Trung Quốc.

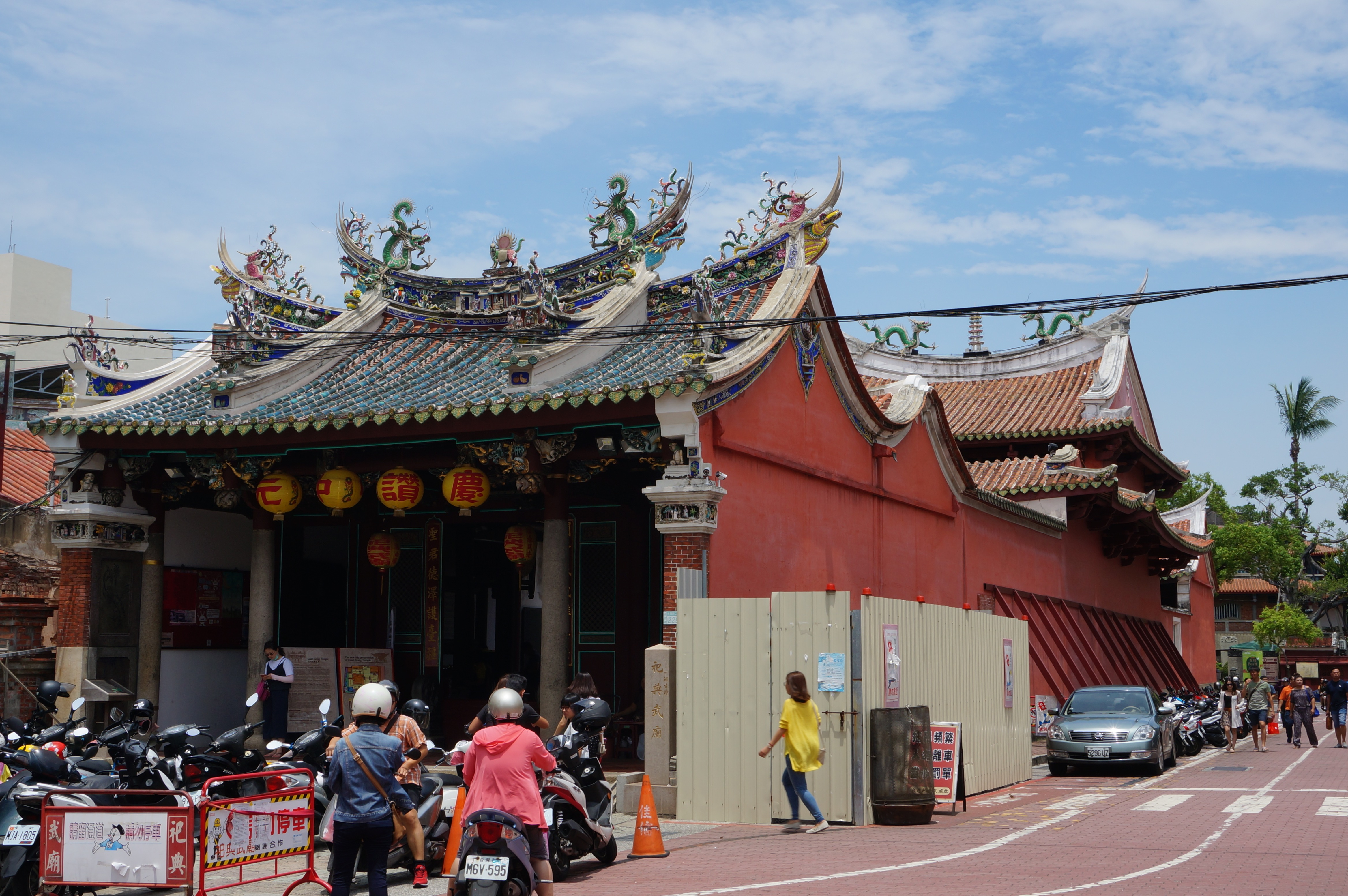
Quan đế miếu ở Đài Nam, Đài Loan.

Võ miếu (tiếng Trung: 武廟; bính âm: wǔmiào) là tên gọi chung dùng để chỉ nơi các công trình kiến trúc thờ tự các nhà lãnh đạo quân sự và chiến lược gia lỗi lạc (trừ vua và hoàng đế) trong văn hóa truyền thống Đông Á (ảnh hưởng đến Việt Nam và Bán đảo Triều Tiên). Chúng thường do các triều đại xây dựng nên, được xem như là đối trọng của các văn miếu (wenmiao). Những ngôi đền thờ chung cả hai ban văn võ được gọi là Văn võ miếu (wenwumiao).

## Khởi nguyên
Võ miếu được ghi nhận đầu tiên vào năm 731, thời Đường Huyền Tông. Ban đầu, Võ miếu được gọi là Thái công Thượng phụ miếu (太公尚父廟), với Khương Tử Nha giữ địa vị thần chủ (chủ tự), phối thờ 10 chiến lược gia quân sự trong lịch sử Trung Hoa (tính đến thời điểm đó), được gọi chung là Thập triết (十哲), trong đó Trương Lương giữ địa vị cao nhất (phó tự), chỉ sau Khương Tử Nha. Các lễ tế tại Võ miếu thường được tổ chức vào mùa xuân và mùa thu, với nghi thức tương tự như lễ tế ở Văn miếu.
Mười vị Thập triết được thờ tự chi thành 2 ban như sau:
Tả ban: Tần Võ An quân Bạch Khởi, Hán Hoài Âm hầu Hàn Tín, Hán Thừa tướng Gia Cát Lượng, Đường Thượng thư Hữu bộc xạ Vệ quốc công Lý Tĩnh, Đường Tư không Anh quốc công Lý Tích.
Hữu ban: Hán Thái tử Thiếu phó Trương Lương, Tề Đại tư mã Điền Nhương Thư, Ngô Tướng quân Tôn Vũ, Ngụy Tây Hà thú Ngô Khởi, Yên Xương Quốc quân Nhạc Nghị.
Thời Đường Túc Tông, năm 760, triều đình đã tôn Khương Tử Nha danh hiệu Võ Thành vương, đối xứng với danh hiệu Văn Tuyên vương của Khổng Tử và sử dụng cùng nghi thức tế điển. Thái công Thượng phụ miếu được đổi tên thành Võ Thành vương miếu (武成王廟), từ đó gọi tắt là Võ miếu.
Thời Đường Đức Tông, năm 782, triều đình tiếp thu kiến nghị của Lễ nghi sứ Nhan Chân Khanh, tăng số lượng các danh tướng cổ kim được thờ tự trong Võ miếu thêm 64 vị, bao gồm:
| - Việt Tướng quốc Phạm Lãi - Tề Tướng quân Tôn Tẫn - Triệu Thân Bình quân Liêm Pha - Tần Tướng Vương Tiễn - Hán Tướng quốc Bình Dương hầu Tào Tham - Hán Tả thừa tướng Giáng hầu Chu Bột - Hán Tiền tướng quân Bắc Bình thái thú Lý Quảng - Hán Đại tư mã Quan Quân hầu Hoắc Khứ Bệnh - Hậu Hán Thái phó Cao Mật hầu Đặng Vũ - Hậu Hán Tả tướng quân Giao Đông hầu Giả Phục (贾复) - Hậu Hán Chấp kim ngô Ung Nô hầu Khấu Tuân (寇恂) - Hậu Hán Phục Ba tướng quân Tân Tức hầu Mã Viện - Hậu Hán Thái úy Hòe Lý hầu Hoàng Phủ Tung - Ngụy Chinh Đông tướng quân Tấn Dương hầu Trương Liêu - Thục Hán Tiền tướng quân Hán Thọ đình hầu Quan Vũ - Ngô Thiên tướng quân Nam quận Thái thú Chu Du - Ngô Thừa tướng Lâu hầu Lục Tốn - Tây Tấn Chinh Nam Đại tướng quân Nam Thành hầu Dương Hỗ - Tây Tấn Phủ quân Đại tướng quân Tương Dương hầu Vương Tuấn - Đông Tấn Xa kỵ tướng quân Khang Lạc công Tạ Huyền - Tiền Yên Thái tể Lục thượng thư Thái Nguyên vương Mộ Dung Khác - Lưu Tống Tư không Võ Lăng công Đàn Đạo Tế - Nam Lương Thái úy Vĩnh Ninh quận công Vương Tăng Biện - Bắc Tề Thượng thư Hữu bộc xạ Yên quận công Mộ Dung Thiệu Tông - Bắc Chu Đại trủng tể Tề vương Vũ Văn Hiến - Tùy Thượng trụ quốc Tân Nghĩa công Hàn Cầm Hổ (韩擒虎) - Tùy Trụ quốc Thái Bình công Sử Vạn Tuế (史萬歲) - Đường Hữu võ hầu Đại tướng quân Ngạc quốc công Uất Trì Kính Đức - Đường Hữu võ vệ Đại tướng quân Hình quốc công Tô Định Phương - Đường Hữu võ vệ Đại tướng quân Đồng trung thư môn hạ Bình chương sự Hàn quốc công Trương Nhân Thiện (张仁愿) - Đường Binh bộ Thượng thư Đồng trung thư môn hạ Tam phẩm Trung Sơn công Vương Tuấn - Đường Hạ quan Thượng thư Đồng trung thư môn hạ Tam phẩm Sóc Phương đại tổng quản Vương Hiếu Kiệt (王孝傑) | - Tề Tướng quốc Quản Trọng - Tề An Bình quân Điền Đan - Triệu Mã Phục quân Triệu Xa - Triệu Đại tướng quân Võ An quân Lý Mục - Hán Lương vương Bành Việt - Hán Thái úy Điều hầu Chu Á Phu - Hán Đại tướng quân Trường Bình hầu Vệ Thanh - Hán Hậu tướng quân Doanh Bình hầu Triệu Sung Quốc - Hậu Hán Đại tư mã Quảng Bình hầu Ngô Hán - Hậu Hán Chinh Tây Đại tướng quân Hạ Dương hầu Phùng Dị - Hậu Hán Kiến Uy Đại tướng quân Hảo Trĩ hầu Cảnh Yểm - Hậu Hán Thái úy Tân Phong hầu Đoàn Vinh (段熲) - Ngụy Thái úy Đặng Ngải - Thục Hán Xa kỵ Tướng quân Tây Hương hầu Trương Phi - Ngô Võ Uy tướng quân Nam quận Thái thú Sàn Lăng hầu Lã Mông - Ngô Đại tư mã Kinh châu mục Lục Kháng - Tây Tấn Trấn Nam Đại tướng quân Đương Dương hầu Đỗ Dự - Đông Tấn Thái úy Trường Sa công Đào Khản - Tiền Tần Thừa tướng Vương Mãnh - Hậu Ngụy Thái úy Bắc Bình vương Trưởng Tôn Tung - Lưu Tống Chinh Lỗ tướng quân Vương Trấn Ác - Nam Trần Tư không Nam Bình công Ngô Minh Triệt (吳明徹) - Bắc Tề Hữu thừa tướng Hàm Dương vương Hộc Luật Quang - Bắc Chu Thái phó Đại tông bá Yên quốc công Vu Cẩn - Bắc Chu Hữu bộc xạ Vân quốc công Vi Hiếu Khoan - Tùy Tư không Thượng thư lệnh Việt quốc công Dương Tố - Tùy Hữu võ hầu Đại tướng quân Tống quốc công Hạ Nhược Bật (賀若弼) - Đường Tư không Hà Gian quận vương Lý Hiếu Cung - Đường Lễ bộ Thượng thư Văn Hỷ công Bùi Hành Kiệm - Đường Binh bộ Thượng thư Đồng trung thư môn hạ Tam phẩm Đại quốc công Quách Nguyên Chấn (郭元振) - Đường Sóc Phương Tiết độ sứ kiêm Ngự sử Đại phu Trương Tế Khâu (張齊丘) - Đường Thái úy Trung thư lệnh Thượng phụ Phần Dương quận vương Quách Tử Nghi |

## Những biến đổi lịch sử
Tuy nhiên, những nhân vật được thờ tự trong Võ miếu thường xuyên bị thay đổi trong các giai đoạn lịch sử tiếp theo, tùy theo quan điểm của triều đại. Thời Bắc Tống, trong một lần viếng Võ Thành vương miếu, Tống Thái tổ đã cho rằng Bạch Khởi đã quá lạm sát nên không đáng được thờ tự. Triều thần nhân đó cũng xem xét lại danh sách thờ tự, Vương Tăng Biện và nhiều nhân vật bị xem xét đưa ra khỏi Võ miếu, đồng thời bổ sung một số danh tướng khác vào danh sách thờ tự. Năm 963, danh sách thờ tự được thay đổi như sau:
Hai mươi ba vị được đưa vào thờ tự gồm: (Tây Hán) Quán Anh, (Đông Hán) Cảnh Thuần (耿纯), Vương Bá (王霸), Sái Tuân (祭遵), Ban Siêu, (Tây Tấn) Vương Hồn (王浑), (Đông Tấn) Chu Phóng (周访), (Lưu Tống) Thẩm Khánh Chi, (Hậu Ngụy) Lý Sùng (李崇), Phó Vĩnh (傅永), (Bắc Tề) Đoàn Thiều (段韶), (Bắc Chu) Lý Bật, (Đường) Tần Thúc Bảo, Trương Công Cẩn (张公谨), Đường Hưu Cảnh (唐休璟), Hỗn Giám (渾瑊), Bùi Độ (裴度), Lý Quang Nhan (李光顏), Lý Tố, Trịnh Điền, (Hậu Lương) Cát Tùng Chu, (Hậu Đường) Chu Đức Uy (周德威), Phù Tồn Thẩm (符存審)
Hai mươi hai vị bị đưa ra khỏi Võ miếu gồm: (Ngụy) Ngô Khởi, (Tề) Tôn Tẫn, (Triệu) Liêm Pha, (Tây Hán) Hàn Tín, Bành Việt, Chu Á Phu, (Đông Hán) Đoàn Vinh, (Ngụy) Đặng Ngải, (Thục Hán): Quan Vũ, Trương Phi, (Tây Tấn) Đỗ Dự, (Đông Tấn) Đào Khản, (Bắc Tề) Mộ Dung Thiệu Tông, (Nam Lương) Vương Tăng Biện, (Nam Trần) Ngô Minh Triệt, (Tùy) Dương Tố, Hạ Nhược Bật, Sử Vạn Tuế, (Đường) Lý Quang Bật, Vương Hiếu Kiệt, Trương Tế Khâu, Quách Nguyên Chấn
Ngoài ra, Quản Trọng cũng được xét tạc tượng đưa vào chính đường
Đến năm 1123, thời Tống Huy Tông, triều đình lại xem xét lại, điều chỉnh lại thành 72 vị lương tướng (ngoài 2 vị thần chủ và phó thần chủ). Vương Tăng Biện và một số nhân vật được đưa trở lại vào danh sách thờ tự trong Võ miếu. Cách bố trí được phân thành Chánh điện (2 vị), Điện thượng (10 vị), Điện ngoại (62 vị), sắp xếp như sau:
Chánh điện
- Thần chủ: Võ Thành vương Khương Thái Công
- Phó thần chủ: Lưu hầu Trương Lương

Điện thượng
- Đông gian: Quản Trọng, Tôn Vũ, Nhạc Nghị, Gia Cát Lượng, Lý Tích
- Tây gian: Điền Nhương Thư, Phạm Lãi, Hàn Tín, Lý Tĩnh, Quách Tử Nghi

Điện ngoại
- Đông sương (29 vị): Bạch Khởi, Tôn Tẫn, Liêm Pha, Lý Mục, Tào Tham, Chu Bột, Lý Quảng, Hoắc Khứ Bệnh, Đặng Vũ, Phùng Dị, Ngô Hán, Mã Viện, Hoàng Phủ Tung, Đặng Ngải, Trương Phi, Lã Mông, Lục Kháng, Đỗ Dự, Đào Khản, Mộ Dung Khác, Vũ Văn Hiến, Vi Hiếu Khoan, Dương Tố, Hạ Nhược Bật, Lý Hiếu Cung, Tô Định Phương, Vương Hiếu Kiệt, Vương Tuấn, Lý Quang Bật
- Tây suơng (33 vị): Ngô Khởi, Điền Đan, Triệu Xa, Vương Tiễn, Bành Việt, Chu Á Phu, Vệ Thanh, Triệu Sung Quốc, Khấu Tuân, Giả Phục, Cảnh Yểm, Đoàn Vinh, Trương Liêu, Quan Vũ, Chu Du, Lục Tốn, Dương Hỗ, Vương Tuấn, Tạ Huyền, Vương Mãnh, Vương Trấn Ác, Hộc Luật Quang, Vương Tăng Biện, Vu Cẩn, Ngô Minh Triệt, Hàn Cầm Hổ, Sử Vạn Tuế, Uất Trì Kính Đức, Bùi Hành Kiệm, Trương Nhân Thiện, Quách Nguyên Chấn, Lý Thạnh

Ngoài ra, triều đình cũng điều chỉnh lại nghi thức tế lễ có khác biệt so với đời Đường đôi chút.

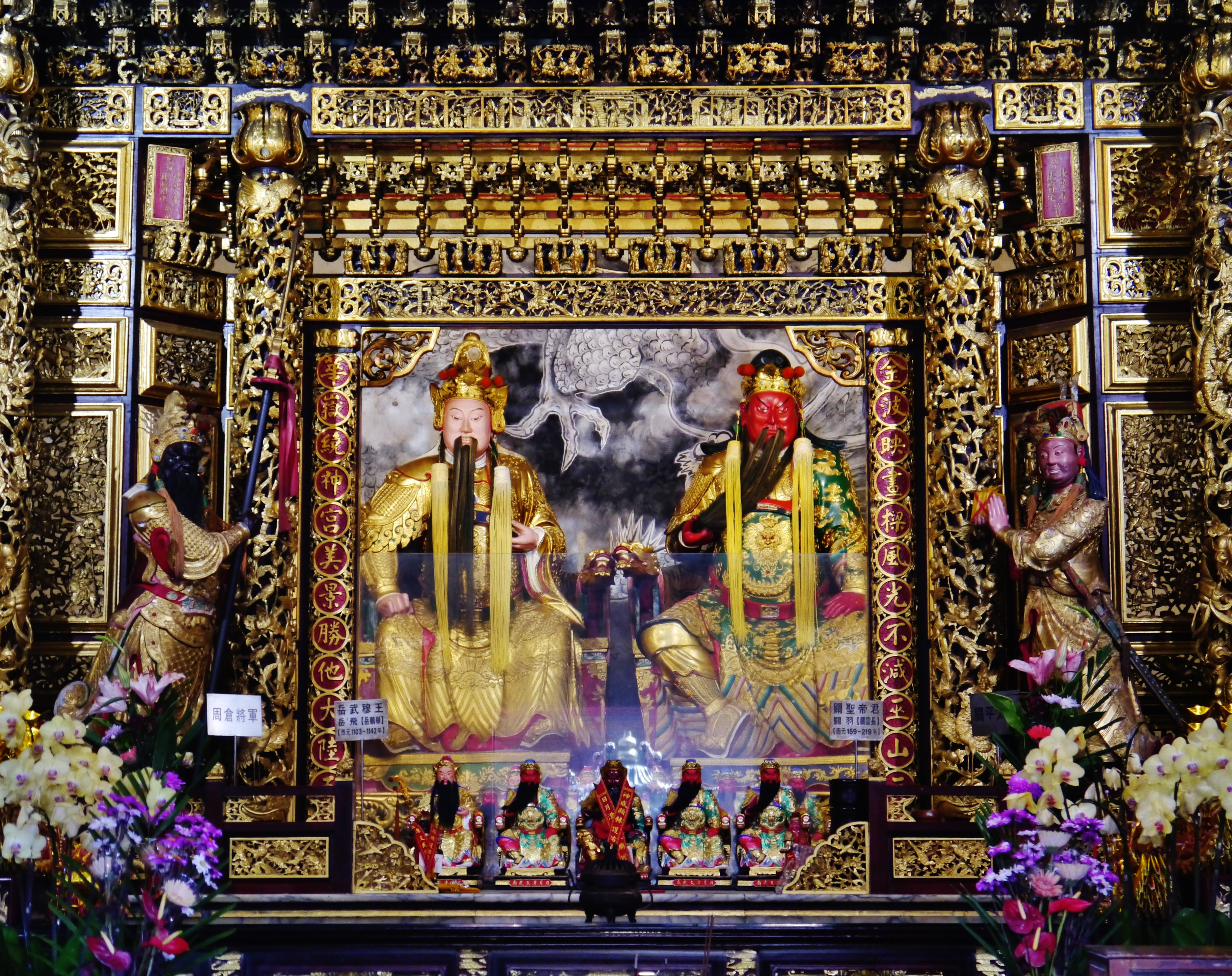
Tượng thờ Quan (phải, mặt đỏ tượng trưng cho mặt trời), Nhạc (trái, mặt trắng tượng trưng cho mặt trăng) tại Văn võ miếu.

Vào thời nhà Thanh, Quan Vũ trở thành vị thần chủ trong Võ miếu, vì vậy Võ miếu còn được gọi là Quan đế miếu (關帝廟). Lễ tế của ông thường được tổ chức vào ngày 15 tháng 2 và ngày 13 tháng 5 âm lịch.
Sau khi Trung Hoa Dân quốc được thành lập vào năm 1912, chính phủ đã thúc đẩy việc thờ chung Quan Vũ và Nhạc Phi, gọi là "Quan Nhạc hợp tự", từ đó hình thành các miếu thờ Quan Nhạc, gọi là Quan Nhạc miếu (關岳廟). Tại các Quan Nhạc miếu, ở chính vị, bên trái thờ Quan Thánh Đế quân, bên phải thờ Nhạc Vũ Mục vương. Hai bên phối thờ 24 vị lương tướng khác, bên trái Quan Vũ có 12 vị, gồm Trương Phi, Vương Tuấn, Hàn Cầm Hổ, Lý Tĩnh, Tô Định Phương, Quách Tử Nghi, Tào Bân, Hàn Thế Trung, Húc Liệt Ngột, Từ Đạt, Phùng Thắng (馮勝), Thích Kế Quang (); bên phải Nhạc Phi có 12 vị, gồm Triệu Vân, Tạ An, Hạ Nhược Bật, Uất Trì Kính Đức, Lý Quang Bật, Vương Ngạn Chương, Địch Thanh, Lưu Kỹ, Quách Khản, Thường Ngộ Xuân, Lam Ngọc, Chu Ngộ Cát (周遇吉). Nghi thức tế lễ phỏng theo hoàn toàn nghi thức tế tự của Thái công miếu thời Đường.
Sau khi Cộng hòa Nhân dân Trung Hoa thành lập vào năm 1949, các võ miếu cũng như các công trình kiến trúc thờ tự chỉ còn tính chất bảo tồn văn hóa truyền thống, không còn giữ vai trò chính thức của nhà nước.